# Sender Holzkirchen
Der Sender Holzkirchen war eine Rundfunksendeanlage des International Broadcasting Bureau (unter anderem Betreiber von Radio Free Europe), welche 1950 auf einem ehemaligen Militärflugplatz bei Holzkirchen errichtet wurde und am 1. Mai 1951 in Betrieb ging. Der Sender diente zur Ausstrahlung von Nachrichtenprogrammen in den Sprachen osteuropäischer Länder und sendete im Mittel- und Kurzwellenbereich, wobei der Mittelwellensender überwiegend das tschechische Programm übertrug. Um den Empfang der Sendungen von Radio Freies Europa zu erschweren, wurden in den osteuropäischen Ländern zahlreiche Störsender eingesetzt. Um den Empfang trotzdem zu ermöglichen, sendete man oft neben den vorgesehenen Frequenzen, was auch zu Interferenzen mit Nachbarstationen führte.

## Auswirkungen auf die Umwelt
Die Sender des IBB besaßen Leistungen von bis zu 250 kW und arbeiteten mit starker Richtstrahlung (der 150-kW-Mittelwellensender besaß in Hauptstrahlrichtung einen hohen Antennengewinn). Manche Anwohner behaupteten, dass sie die Aussendungen der Anlage krank machen würden, wissenschaftlich sind diese Aussagen jedoch nicht bestätigt. Bei zahlreichen, wissenschaftlich beobachteten, ähnlichen und tlw. auch wesentlich leistungsstärkeren, Sendeanlagen konnten keine derartigen Effekte statistisch relevant durch die ICNIRP nachgewiesen werden.

## Geschichte
Als nach der Wende das IBB auch von Tschechien aus senden durfte, wurde der Mittelwellensender für polnischsprachige Sendungen eingesetzt. Nach der Abschaltung des Mittelwellensenders des WDR in Langenberg auf der Frequenz 1593 kHz, wechselte der Mittelwellensender auf diese Frequenz, auf der er bis ins Jahr 2001 für Sendungen in Serbokroatisch in Betrieb war.
Auch der Kurzwellensender wurde im Zuge der politischen Entwicklungen entbehrlich und so wurde der Sendebetrieb in Holzkirchen am 31. Dezember 2003 endgültig eingestellt. Im April 2004 wurde der letzte Kurzwellensender abtransportiert und im August 2004 wurde das gesamte Areal geräumt und die Antennenanlagen abgebrochen.
Auf dem früheren Sendergelände wurde ein Golfplatz erstellt, welcher im Sommer 2007 eröffnet wurde.